# 人身売買に対する行動に関する欧州評議会条約
人身売買に対する行動に関する欧州評議会条約（英: The Council of Europe Convention on Action against Trafficking in Human Beings）は、欧州評議会の国際人権法による地域的な人権条約である。
条約の目的は以下の通り。
- 組織犯罪に関連しているかどうかに関わらず、国内または多国間に関わらず、性的搾取および強制労働を含むが、これらに限定されない、あらゆる形態の人身売買を防止し、撲滅する。
- 人身売買の被害者や目撃者を保護、支援する。
- 効果的な調査、起訴を確実にする。
- 人身売買に対抗するために国際的な協力を促進する。

特に、条約は、国内の協調性を高める措置、意識の向上、被害者を特定して支援するための措置、および人身売買された人が受け入れ国から追放されないための「回復と反映の期間」を義務付けている。
条約で、締約国により選ばれた10人から15人のメンバーで構成された監視機構（人身売買に対する行動に関する専門家グループ、GRETA）が設立されている。
条約は2005年5月16日に署名のために開放され、2008年2月1日に発効した。2023年10月の時点で、ヨーロッパの47ヶ国及びイスラエルにより批准されている。欧州評議会の加盟国は全て批准している。非加盟国のベラルーシも2013年に条約に加入した。非加盟国のイスラエルも2021年5月に加入した。条約は、また女性に対する暴力と家庭内暴力の防止と撲滅に関する欧州評議会条約（イスタンブール条約）からも想起されている。